# Epic Games contra Apple
Epic Games contra Apple (en inglés: Epic Games v. Apple) es una demanda presentada por Epic Games contra Apple en agosto de 2020 en el Tribunal de Distrito de los Estados Unidos para el Distrito del Norte de California, relacionada con las prácticas de Apple en la iOS App Store. Epic Games desafió específicamente las restricciones de Apple sobre las aplicaciones de tener otros métodos de compra dentro de la aplicación además del que ofrece la App Store. El fundador de Epic Games, Tim Sweeney, había desafiado previamente el recorte de ingresos del 30% que Apple toma en cada compra realizada en la App Store, y con su juego Fortnite, quería pasar por alto a Apple o hacer que Apple tomara menos recorte. Epic implementó cambios en Fortnite intencionalmente el 13 de agosto de 2020 para eludir el sistema de pago de la App Store, lo que llevó a Apple a bloquear el juego de la App Store y llevó a Epic a presentar su demanda. Apple presentó una contrademanda, afirmando que Epic incumplió deliberadamente los términos de su contrato con Apple para incitarlo a actuar y se defendió de la demanda de Epic.
El juicio se desarrolló del 3 al 24 de mayo de 2021. En un fallo de septiembre de 2021 en la primera parte del caso, la jueza Yvonne Gonzalez Rogers falló a favor de Apple en nueve de diez cargos, pero falló en contra de Apple en sus políticas contra la dirección bajo la Ley de Competencia Desleal de California. Rogers prohibió a Apple impedir que los desarrolladores informaran a los usuarios sobre otros sistemas de pago dentro de las aplicaciones. Epic ha apelado el fallo.
Epic también presentó otra demanda, Epic Games v. Google, el mismo día, que desafía las prácticas similares de Google en la tienda de aplicaciones Google Play para Android, luego de que Google retirara Fortnite luego de la actualización por razones similares a las de Apple. Sin embargo, Google ha subrayado que la situación legal en torno a su caso no es la misma que la de Apple.

## Trasfondo

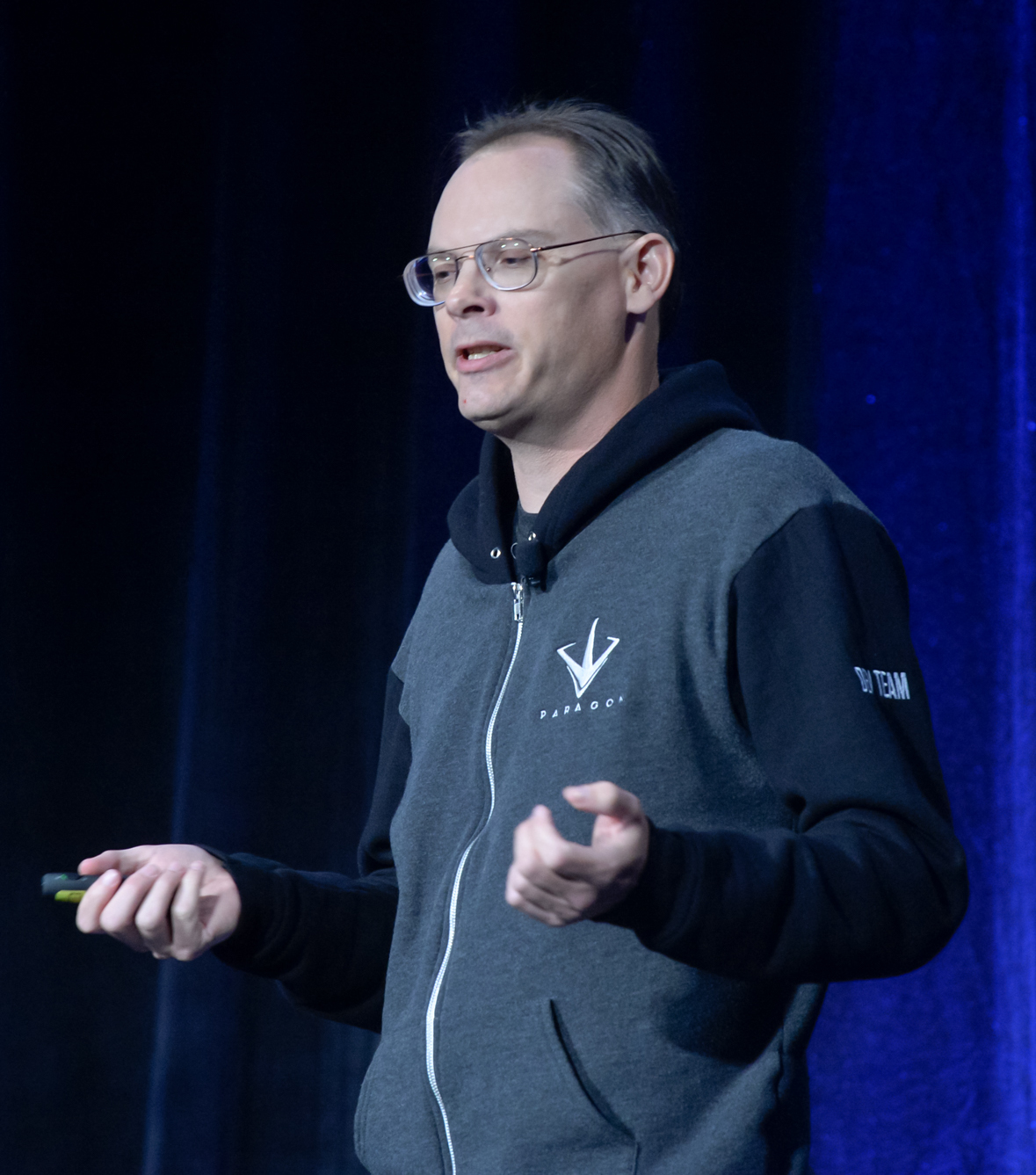
El fundador y director ejecutivo de Epic Games, Tim Sweeney

Desde 2015, el fundador y director ejecutivo de Epic Games, Tim Sweeney, cuestionó la necesidad de tiendas digitales como Valve's Steam, Apple's App Store para dispositivos iOS y Google Play, para reducir el 30 % de los ingresos compartidos, y argumentó que al tener en cuenta las tasas actuales de distribución de contenido y otros factores necesarios, un recorte de ingresos del 8% debería ser suficiente para operar cualquier tienda digital de manera rentable. Si bien un recorte de ingresos del 30% fue un estándar de la industria en computadoras, consolas y plataformas móviles en 2019, Sweeney afirmó que una mayor participación en los ingresos tenía sentido en las consolas donde "hay una enorme inversión en hardware, a menudo vendido por debajo del costo y campañas de marketing en amplia asociación con los editores", pero no se extendió a las plataformas abiertas como dispositivos móviles y computadoras personales. Parte del razonamiento para crear Epic Games Store fue demostrar que Epic podía operar con un porcentaje de comisión más bajo (12 %).
A medida que Fortnite se expandió de las computadoras personales a otras plataformas con la popularidad del modo Battle Royale en 2018, Epic Games buscó llevar su videojuego gratuito a los dispositivos móviles. Cuando Epic lanzó por primera vez su cliente de Android, lo ofreció como un paquete descargable, en lugar de una aplicación de la Google Play, ya que no querían que Google obtuviera ningún ingreso de las microtransacciones en el juego. Sin embargo, esto dio lugar a una serie de problemas de seguridad y numerosos clones sin escrúpulos que intentaban hacerse pasar por el juego Fortnite real en la Google Play, además en abril de 2020, Epic suspendió la versión descargada y colocó el juego en la tienda de Google. Como Apple no permite el sideloading en dispositivos iOS, Epic lanzó el cliente en la App Store directamente en 2018.
A mediados de 2020, Sweeney reiteró su postura sobre el recorte de ingresos del 30% que tomaron Apple y Google, antes de una gran audiencia en el Congreso de los Estados Unidos que investigaba los cargos antimonopolio contra las grandes empresas tecnológicas, incluida Google, y durante investigaciones similares de Apple en la Unión Europea.. Sweeney dijo en una entrevista de CNBC en julio que "Apple ha bloqueado y paralizado el ecosistema al inventar un monopolio absoluto en la distribución de software, en la monetización de software", y "Google esencialmente reprime intencionalmente las tiendas de la competencia al tener barreras de interfaz de usuario y obstrucciones". Sweeney afirmó además que "si cada desarrollador pudiera aceptar sus propios pagos y evitar el impuesto del 30% de Apple y Google, podríamos pasar los ahorros a todos nuestros consumidores y los jugadores obtendrían una mejor oferta en artículos". Y tendrías competencia económica.” Después de que Apple declarara que los servicios de juegos en la nube como xCloud de Microsoft no estaban permitidos en la plataforma iOS, ya que permitirían contenido que pasara por alto la revisión de contenido de Apple, Sweeney escribió: "Apple ha prohibido el metaverso. El principio que afirman, tomado literalmente, descartaría todos los ecosistemas y juegos multiplataforma con modos creados por el usuario: no solo xCloud, Stadia y GeForce NOW, sino también Fortnite, Minecraft y Roblox".
Apple ha argumentado que el recorte del 30% que toma a través de las compras dentro de la aplicación (In-App Purchases, IAP) "refleja el inmenso valor de la App Store" y más allá de las funciones visibles que ofrece a los desarrolladores, ese recorte cubre "la tecnología, las herramientas y el software de Apple para el desarrollo de aplicaciones y pruebas, esfuerzos de marketing, servicio al cliente de nivel platino y la distribución de aplicaciones y contenido digital de los desarrolladores". Apple ha argumentado además que requiere que las aplicaciones de iOS usen su escaparate para "garantizar que las aplicaciones de iOS cumplan con los altos estándares de privacidad, seguridad, contenido y calidad de Apple" y evitar exponer a los usuarios de iOS a riesgos de escaparates alternativos.
La revisión legal de los casos identifica que la cuestión clave es si el control de Apple sobre la App Store de iOS es un monopolio o no. Epic Games ha argumentado que Apple mantiene el monopolio de los dispositivos habilitados para iOS y, por lo tanto, su comportamiento al restringir los sistemas de pago alternativos y los escaparates es anticompetitivo. Apple sostiene que el mercado en el que participa Epic son múltiples plataformas, no solo iOS, y en esa perspectiva, Apple no tiene un monopolio.

## Inicio de la acción legal
En una entrevista con CNN, Sweeney declaró que Epic planeó un curso de acción durante varios meses antes de agosto de 2020, con el nombre en código "Proyecto Libertad", cuyo objetivo era obligar a Apple y Google a modificar las políticas de sus tiendas o iniciar acciones legales.
Como se determinó durante el curso de la prueba, Epic inició el "Proyecto Libertad" al presentar primero un parche estándar para Fortnite que tenía que ser aprobado por Apple y Google, pero que contenía un código secreto que permitiría a los usuarios comprar la moneda del juego, "V-Bucks", directamente de Epic. Epic no mencionó esta función a Apple o Google, por lo que se aprobó el parche. Luego, el 13 de agosto de 2020, Epic lanzó una revisión (que no requería aprobación previa) para las versiones móviles, lo que activó la visibilidad de esta opción de compra. Al mismo tiempo, Epic anunció para todas las plataformas que las compras de V-Bucks directamente a través de Epic se reducirían en un 20 %. Para los usuarios de iOS y Android, Epic advirtió a los usuarios que si compraron a través de la tienda de Apple o Google, no se les otorgó este descuento, ya que Epic dijo que no podían extender el descuento debido al recorte de ingresos del 30% tomado por Apple y Google.
A las pocas horas de que se pusiera en marcha esta revisión, tanto Apple como Google habían eliminado Fortnite de sus escaparates, afirmando que los medios para eludir sus sistemas de pago violaban sus términos de servicio. Epic presentó de inmediato demandas separadas contra Apple y Google por comportamiento antimonopolio y anticompetitivo en el Tribunal de Distrito de los Estados Unidos para el Distrito Norte de California. En 2019, Epic contrató a Cravath, Swaine & Moore y sus demandas en tándem fueron representadas por Katherine B. Forrest y dirigidas por la presidenta de su división antimonopolio, Christine A. Varney, exdirectora de la División Antimonopolio del Departamento de Justicia de los Estados Unidos bajo la administración de Obama. Apple estuvo representada por el socio de Gibson, Dunn & Crutcher, Mark Perry.
Durante la demanda contra Apple, Epic lanzó un video llamado "Nineteen Eighty-Fortnite", parodiando el anuncio de "1984 " de Apple usando activos de Fortnite, que Epic señala en su demanda que Apple había utilizado para desafiar el peso de IBM en ese momento. En su demanda contra Apple, Epic acusó a Apple de comportamiento antimonopolio con sus prácticas en torno a la App Store y su sistema de pago, alegando que violaban la Ley Sherman federal y la Ley Cartwright de California. En su demanda contra Google, Epic desafió el mantra anterior de Google de "No seas malvado" y afirmó que sus prácticas en torno a la Google Play y su sistema de pago violan la Ley Sherman y la Ley Cartwright de California. Epic declaró que las restricciones de Google en el sistema Android interfirieron con los acuerdos para precargar Fortnite en teléfonos OnePlus y LG. Afirman en el reclamo: "A pesar de sus promesas de hacer que los dispositivos Android estén abiertos a la competencia, Google ha erigido barreras contractuales y tecnológicas que excluyen las formas competidoras de distribuir aplicaciones a los usuarios de Android, asegurando que la Google Play Store represente casi todas las descargas de aplicaciones de tiendas de aplicaciones en dispositivos Android".
Epic no buscó daños monetarios en ninguno de los casos, sino que "buscó medidas cautelares para permitir una competencia justa en estos dos mercados clave que afectan directamente a cientos de millones de consumidores y decenas de miles, si no más, de desarrolladores de aplicaciones de terceros". En comentarios en las redes sociales al día siguiente, Sweeney dijo que emprendieron las acciones porque "estamos luchando por la libertad de las personas que compraron teléfonos inteligentes para instalar aplicaciones de fuentes de su elección, la libertad de los creadores de aplicaciones para distribuirlas como ellos elegir, y la libertad de ambos grupos para hacer negocios directamente. El principal argumento opuesto es: 'Los marcadores de teléfonos inteligentes pueden hacer lo que quieran'. Esto es una noción horrible. Todos tenemos derechos, y necesitamos luchar para defender nuestros derechos contra cualquiera que los niegue".
Google, en respuesta a la demanda, declaró a The Verge que "para los desarrolladores de juegos que eligen usar Play Store, tenemos políticas consistentes que son justas para los desarrolladores y mantienen la tienda segura para los usuarios. Si bien Fortnite sigue estando disponible en Android, ya no podemos hacerlo disponible en Play porque infringe nuestras políticas. Sin embargo, agradecemos la oportunidad de continuar nuestras conversaciones con Epic y traer Fortnite de regreso a Google Play".
Para el 17 de agosto de 2020, Apple había informado a Epic que cancelaría su acceso a las cuentas y herramientas de los desarrolladores para App Store, iOS y macOS antes del 28 de agosto de 2020. Esto llevó a Epic a presentar una moción para una orden judicial preliminar para bloquear esto y evitar que Apple elimine Fortnite de la App Store, afirmando que la falta de acceso a las herramientas de desarrollo para iOS y macOS afectaría el desarrollo de Unreal Engine y, posteriormente, afectaría a todos los desarrolladores. que usó el motor. Apple declaró en respuesta a la solicitud de orden judicial preliminar que Epic se había acercado a ellos en junio para solicitar un acuerdo especial para que Epic operara Fortnite en la App Store para permitir a los usuarios pagar a Epic directamente, y cuando Apple no se lo concedió, Epic se había puesto en contacto con ellos antes de actualizar la versión el 13 de agosto de 2020 para afirmar que iban a violar voluntariamente los términos de la App Store. Apple solicitó además al tribunal que negara a Epic el cruce preliminar, calificando la situación de "emergencia" como una que Epic había creado. Sweeney respondió que, como decían sus correos electrónicos en la queja de Apple, estaba buscando que Apple extendiera este tipo de exención a todos los desarrolladores de iOS y no solo a Epic Games. Epic presentó una respuesta a la queja de Apple con el apoyo de Microsoft, solicitando específicamente al tribunal que bloquee a Apple para que no le quite el acceso a la herramienta de desarrollo de iOS, ya que esto afectaría a todos los desarrolladores que han usado Unreal Engine. Microsoft escribió en su apoyo: "Negar el acceso de Epic al SDK de Apple y otras herramientas de desarrollo evitará que Epic admita Unreal Engine en iOS y macOS y colocará a Unreal Engine y a los creadores de juegos que han creado, están construyendo y pueden crear juegos en él. en una desventaja sustancial".
El 24 de agosto de 2020, después de una audiencia judicial, la jueza Yvonne Gonzalez Rogers accedió a la solicitud de Epic para evitar que Apple le quitara sus licencias de desarrollador para iOS y macOS, pero no otorgó la orden judicial preliminar para anular la decisión de Apple de eliminar Fortnite de la tienda de iOS. Rogers escribió que la eliminación de las licencias de los desarrolladores tuvo "un daño potencial significativo tanto para la plataforma Unreal Engine como para la industria del juego en general" y Apple "ha optado por actuar con severidad" al amenazar con dar ese paso. Sobre los términos de Fortnite, Rogers estuvo de acuerdo con Apple en que "Epic Games aún no ha demostrado un daño irreparable. La situación actual parece haber sido creada por sí misma". Posteriormente, Apple canceló la cuenta de desarrollador de iOS de Epic el 28 de agosto de 2020, lo que impidió que la empresa subiera más material a la App Store pero que, por lo demás, aún pudiera desarrollar para la plataforma.
Antes de la primera audiencia del 28 de septiembre de 2020, Epic presentó documentos antes de la audiencia en los que tiene la intención de solicitar una orden judicial preliminar para exigir a Apple que vuelva a alojar Fortnite.

### Contrademanda
Apple presentó una contrademanda contra Epic el 8 de septiembre de 2020. Apple afirmó en su demanda que Epic incumplió su contrato y buscaba bloquear el uso del sistema de pago de Epic desde cualquier aplicación, incluido Fortnite, en la tienda de iOS, y buscaba daños monetarios para recuperar los fondos que Epic había hecho mientras su versión de Fortnite era activo el 13 de agosto de 2020. Apple calificó la demanda de Epic como un intento de "ser parte de una campaña de marketing diseñada para revitalizar el interés en Fortnite". Rogers desestimó los reclamos monetarios por robo de Apple en noviembre de 2020, afirmando que los reclamos no pueden considerarse "independientemente ilícitos" de los reclamos por incumplimiento de contrato, dejando estos por incumplimiento en su lugar.

### Audiencia preliminar
En la primera audiencia judicial sobre el asunto el 28 de septiembre de 2020, parecía probable que el juez Rogers negara la demanda de Epic de exigir a Apple que vuelva a alojar Fortnite en la App Store a menos que Epic cumpla con la política de la App Store, de acuerdo con el argumento de Apple de que la propia Epic había creado la situación que conduce a su eliminación, pero por lo demás está listo para mantener la orden de restricción relacionada con Unreal Engine y las cuentas de desarrollador de Epic. La jueza Rogers indicó que estaba a favor de un juicio con jurado cuando se escucharía el caso, luego se esperaba que fuera en julio de 2021, y declaró durante la audiencia: "Creo que es lo suficientemente importante como para entender lo que piensa la gente real. ¿Estos problemas de seguridad conciernen a las personas o no? ¿Son las preocupaciones de los desarrolladores increíblemente importantes? Creo que mucha gente sentiría que lo es. Creo que esto es algo para lo que las opiniones del jurado serían importantes".
En presentaciones posteriores a la audiencia, tanto Epic como Apple argumentaron que el caso debería ser decidido por un juez en lugar de un jurado. Rogers estuvo de acuerdo y programó un juicio sin jurado para mayo de 2021. En octubre de 2020, Rogers rechazó la solicitud de Epic Games de una orden judicial temporal que requeriría que Apple permitiera Fortnite en su estado actual (con el escaparate de Epic), pero hizo permanente la orden judicial que impide que Apple cancele las cuentas de desarrollador de Epic para que pueda continuar. mantener el Unreal Engine para los sistemas iOS y macOS. En su decisión, Rogers afirmó que un aspecto clave de su revisión del caso sería la afirmación de Epic de que la App Store es única y sus argumentos de por qué el comportamiento antimonopolio de Apple se limita a la App Store y no a otros sistemas cerrados como Xbox Live, PlayStation Store o Nintendo eShop. Rogers dijo que "una decisión final debería estar mejor informada sobre el impacto del modelo de jardín amurallado dado el potencial de ramificaciones significativas y serias para Sony, Nintendo y Microsoft y sus plataformas de videojuegos".

### Antes del juicio
Facebook declaró en diciembre de 2020 que apoyará completamente a Epic Games en la demanda durante su fase de descubrimiento. El propio Facebook había tenido un conflicto previo con Apple por las políticas de su App Store y había acumulado su propia colección de información que planea compartir con Epic.
Como parte de su caso, Apple había intentado citar registros de Valve relacionados con varios cientos de juegos y sus ventas en Steam, dado que Steam es un competidor directo de la tienda de Epic Games en el espacio de las computadoras personales. Valve se negó a cumplir con estas solicitudes, argumentando que las solicitudes de Apple son demasiado amplias y no están relacionadas con su queja con Epic. El juez falló a favor de Apple, afirmando que Valve no era el único objetivo de las citaciones de Apple en busca de datos de escaparate similares y, por lo tanto, la solicitud no era irrazonable.

## Juicio
El juicio comenzó el 3 de mayo de 2021. Debido a la naturaleza del caso, el juez González Rogers requirió que todas las partes estuvieran físicamente presentes en la corte, y se tomaron medidas adicionales para tener en cuenta la seguridad debido a la pandemia de COVID-19 en curso. El juicio duró tres semanas, con el testimonio finalizando el 21 de mayo de 2021 y los argumentos finales presentados el 24 de mayo de 2021. El bufete de abogados Cravath, Swaine & Moore representó a Epic Games, mientras que Gibson, Dunn & Crutcher representó a Apple.
Entre los aspectos cubiertos por el ensayo se incluyen:
- Epic Games y Apple discutieron si otras aplicaciones como Minecraft y Roblox deberían definirse como "juegos" o "metaversos". Aunque acordaron que Minecraft es un juego, no estuvieron de acuerdo sobre cómo definir a Roblox.[52] Epic argumentó que Roblox, como Fortnite, es un metaverso, mientras que Apple argumentó que Roblox es un juego singular y que los juegos dentro de él son "experiencias", comparables a los mundos individuales dentro de Minecraft. Como resultado, en mayo de 2021, Roblox modificó inmediatamente su marca para eliminar la palabra "juego" de su sitio web y reemplazarla con "experiencia" en un esfuerzo por cumplir con las políticas de la tienda de aplicaciones de Apple.[53][54][55][56]
- Apple defendió su selección de contenido en la tienda de aplicaciones de iOS, una restricción que anteriormente había impedido que los servicios de juegos en la nube como GeForce Now o Google Stadia ofrecieran su aplicación directamente en la tienda de iOS, ya que cada juego requeriría la aprobación de Apple según su normativas, pero permitiría que estos servicios se ofrezcan a través de una aplicación web progresiva ejecutada a través de Safari o Chrome.[57][58] Apple señaló la reciente incorporación de itch.io, una tienda de juegos independiente, a Epic Game Store, afirmando que como itch.io carecía de cualquier tipo de moderación de contenido, esto había permitido que Epic Game Store incluyera efectivamente una gran cantidad de contenido mature y adults only que de otro modo no estaba permitido por las pautas de la propia tienda de Epic, mientras que las políticas de Apple requieren la moderación del contenido aplicación por aplicación para evitar tal situación. Epic señaló que solo distribuía el cliente itch.io y no era responsable de ninguno de los juegos que el cliente distribuía o vendía.[59]
- Las políticas anti-dirección de Apple, que impiden que cualquier aplicación dirija o informe a sus usuarios a una tienda diferente fuera de iOS de Apple para realizar compras, se cuestionaron en relación con posibles cargos antimonopolio. Las políticas contra el volante se consideraron aceptables en la práctica en el caso de la Corte Suprema de EE. UU. de 2018 Ohio v. American Express Co. siempre que no se demuestre ningún daño a ninguno de los lados del mercado bilateral al considerar la ausencia de políticas contra la dirección. Epic intentó argumentar que con Apple prohibiendo a los desarrolladores dirigir a los usuarios a sistemas de pago y escaparates alternativos, estaban obteniendo una mayor parte de los ingresos de la aplicación y, por lo tanto, estas disposiciones contra la dirección deberían eliminarse de las políticas de Apple.[60]

Durante el juicio, se hicieron públicos varios documentos que formaban parte de las pruebas recopiladas por Epic y Apple, algunos de los cuales contenían información confidencial relacionada con terceros. Algunos de estos documentos estaban destinados a ser sellados, pero en su lugar se extraviaron en los registros judiciales públicos en línea y revelaron algunos de los funcionamientos internos anteriores de la industria de los videojuegos, además de detalles sobre las finanzas de Epic relacionadas con Epic Game Store. Esto incluyó que Epic se acercó previamente a Sony Interactive Entertainment a principios de 2018 para tratar de convencerlos de permitir el juego multiplataforma en las consolas PlayStation; Epic se acercó a Microsoft para tratar de que permitieran jugar juegos gratuitos en las consolas Xbox sin la necesidad de una suscripción paga de Xbox Live Gold; y un servicio de transmisión de juegos no anunciado planeado por Walmart. Rogers tomó medidas después del segundo día para tratar de asegurarse de que los documentos debidamente sellados se mantuvieran fuera de los registros públicos en línea.

## Decisión

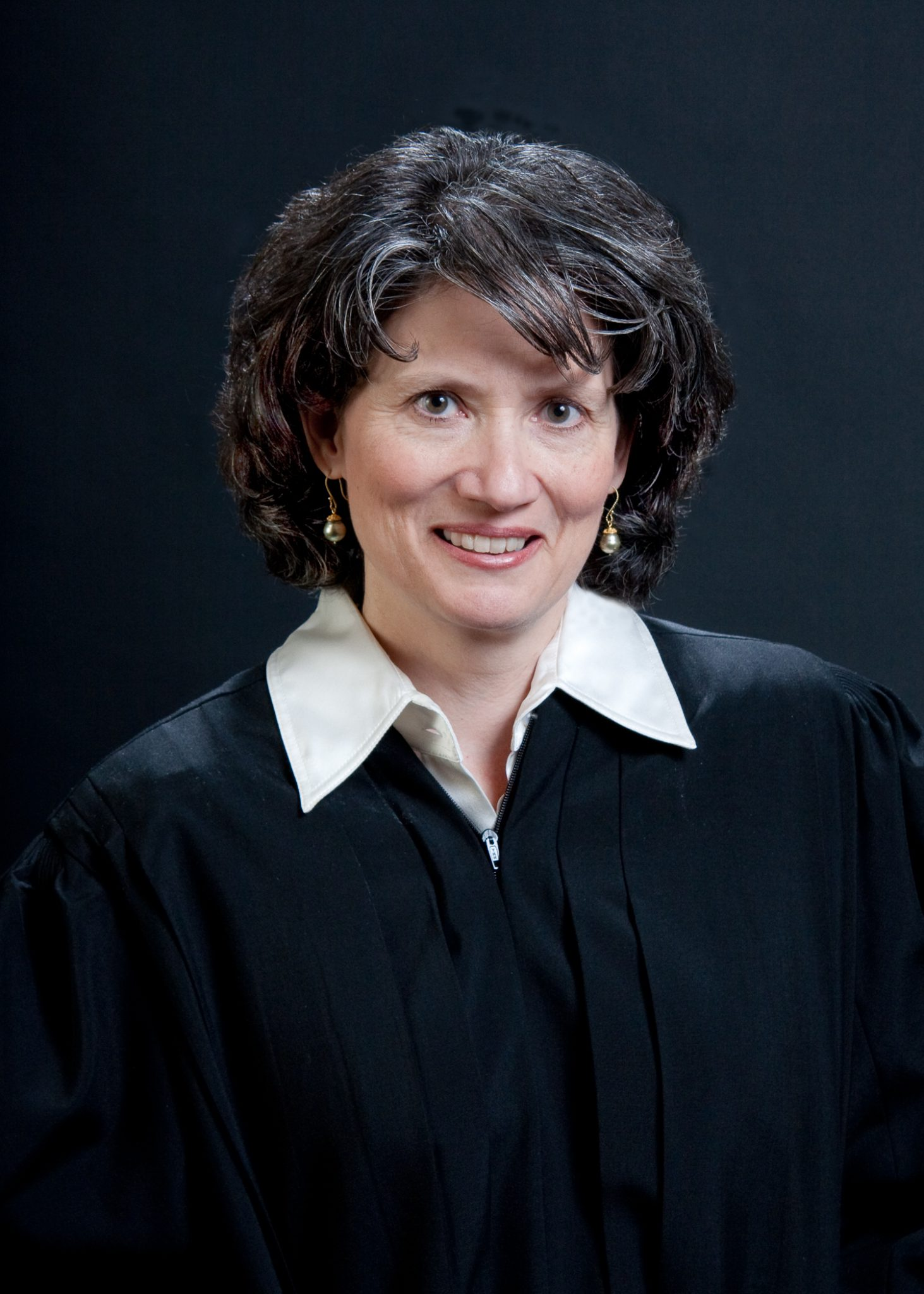
La jueza Yvonne González Rogers supervisó los procedimientos en el Tribunal de Distrito.

Rogers emitió su primer fallo el 10 de septiembre de 2021, que el profesor de derecho Mark Lemley consideró una decisión dividida. Rogers falló a favor de Apple en nueve de los diez cargos presentados en su contra en el caso, incluidos los cargos de Epic relacionados con el recorte de ingresos del 30% de Apple y la prohibición de Apple contra los mercados de terceros en el entorno iOS. Rogers falló en contra de Apple en el cargo final relacionado con las disposiciones contra la dirección y emitió una orden judicial permanente que, en 90 días desde el fallo, impidió que Apple impidiera a los desarrolladores vincular a los usuarios de aplicaciones con otras tiendas desde dentro de las aplicaciones para completar compras o desde recopilar información dentro de una aplicación, como un correo electrónico, para notificar a los usuarios de estos escaparates.
En su decisión, Rogers identificó que el mercado de preocupación no eran los juegos (postura de Apple) ni la App Store de Apple (postura de Epic), sino las transacciones de juegos móviles digitales. Rogers identificó que la demografía de los juegos móviles era muy diferente a la de los juegos de computadora o consola, y que los juegos móviles suelen utilizar el modelo de pago freemium en el que los juegos se ofrecen de forma gratuita en la App Store pero incluyen funciones adicionales, como funciones estéticas o potencia. hasta bonos, disponibles para la compra, lo que hace que este mercado en particular sea lo suficientemente diferente del mercado general de videojuegos. Según esta definición de mercado, la jueza Rogers concluyó que Apple no era un monopolio y más bien un duopolio junto con Google, con competencia potencial de Nintendo y Google Stadia, y mientras que Apple "disfruta de una participación de mercado considerable de más del 55% y márgenes de ganancias extraordinariamente altos"., ese tipo de éxito no era un monopolio ilegal. En este sentido, Rogers dictaminó que Epic no pudo demostrar que Apple violó las leyes antimonopolio federales o estatales, pero dictaminó que Apple violó la Ley de competencia desleal de California a través del comportamiento anticompetitivo de no permitir ninguna mención de otros sistemas de pago dentro de las aplicaciones.
En línea con los argumentos de Epic, Rogers identificó que algunas de las prácticas de Apple pueden ser motivo de preocupación debido a la falta de competencia en el mercado de compras de juegos digitales, pero al haber determinado que Apple no era un monopolio, no podía tomar medidas inmediatas para remediarlo. Rogers afirmó que la falta de competencia en esta área era motivo de preocupación y que Apple solo parecía estar motivada para innovar o cambiar las políticas de su App Store cuando estaba sujeta a litigios. Rogers creía que el recorte de ingresos del 30% que cobra Apple puede ser "injustificado" en relación con el valor que ofrecen, pero sin una competencia significativa para comparar esquemas alternativos, no podía hacer ninguna orden directa al respecto. Rogers escribió que "el punto es que una tienda de aplicaciones de terceros podría presionar a Apple para que innove al proporcionar funciones que Apple ha descuidado". Sin embargo, no estuvo de acuerdo con la postura de Epic de que Apple no debería exigir que las aplicaciones incluyan la función IAP para las funciones de pago, afirmando que Apple tiene derecho a cobrar una tarifa por otorgar licencias de su propiedad intelectual a los desarrolladores. Rogers estuvo de acuerdo con Apple en que había un interés válido en sus políticas para exigir la supervisión de la aprobación de aplicaciones para la App Store por motivos de seguridad, que según Epic se utilizó para cerrar las aprobaciones de aplicaciones. Sin embargo, Rogers no aceptó por completo el argumento de Apple de que la revisión de aplicaciones tenía que vincularse directamente con la distribución de aplicaciones como el único medio para prevenir el malware y otros problemas de seguridad, creyendo que más revisores de aplicaciones ayudarían a separar estas funciones dentro de la App Store.
Rogers también falló en contra de Epic, requiriendo que paguen a Apple US$3,6 millones, el 30% de los ingresos que se retuvieron a Apple se relacionaron con sus intentos de eludir la App Store, y afirmó además que Epic violó sus términos contractuales como desarrollador con Apple en la forma en que implementaron la actualización de Fortnite en agosto de 2020 que instigó eventos, de modo que Apple puede bloquear a Epic en el futuro para que no proporcione aplicaciones a la App Store. Rogers declaró que el único delito de Apple contra la ley de California no fue lo suficientemente grave como para justificar el incumplimiento de las reglas por parte de Epic.

### Apelación
El día de la decisión de Rogers, un representante de Apple declaró que "Hoy el Tribunal ha afirmado lo que hemos sabido todo el tiempo: la App Store no está violando la ley antimonopolio". Sin embargo, en octubre de 2021, Apple presentó una apelación de la decisión, buscando revocar la medida cautelar relacionada con prácticas anti-dirección que debía entrar en vigencia en diciembre de 2021. Apple afirmó que la medida cautelar ya no era necesaria ya que planeaban eliminar las disposiciones contra la dirección de su AUP como resultado del acuerdo de una demanda separada, Cameron v. Apple, completado en agosto de 2021. Rogers negó la suspensión de la orden judicial relacionada con las disposiciones antidirección en noviembre de 2021 y exigió que Apple cumpliera antes del 9 de diciembre de 2021, 90 días a partir de la orden inicial. El Noveno Circuito emitió una suspensión de la parte de la orden de Rogers relacionada con proporcionar enlaces en la aplicación a sistemas de pago alternativos el 8 de diciembre de 2021, dictaminando que Apple había mostrado probabilidades de tener éxito en su apelación, aunque la orden requiere que Apple permita aplicaciones para comunicarse con los usuarios sobre dichos sistemas de pago fuera de la aplicación.
Sweeney de Epic Games declaró que la decisión "no es una victoria para los desarrolladores ni para los consumidores", que Epic no traería Fortnite de vuelta a iOS hasta que "Epic pueda ofrecer pago en la aplicación en competencia justa con el pago en la aplicación de Apple, pasando los ahorros a los consumidores", y que seguirían litigando sobre este asunto. Epic presentó una notificación de su apelación ante el Noveno Circuito el 12 de septiembre de 2021, desafiando la conclusión de la jueza Rogers de que Apple no era un monopolio. Luego de su apelación el 22 de septiembre, Sweeney declaró que Apple le había dicho a Epic que no permitirían que Fortnite volviera a la App Store hasta que se completara todo el litigio relacionado con la demanda, que Sweeney luego creyó que este proceso en particular tomaría "un mínimo de cinco años, si no más”, prolongando así la demanda hasta 2026.

## Reacciones
Empresas como Facebook, Spotify y Match Group apoyaron a Epic Games en su demanda y hablaron de sus propios problemas anteriores con las políticas de la App Store de Apple relacionadas con sus servicios. Digital Content Next, un grupo comercial sin fines de lucro que representa a medios de comunicación como The New York Times y The Wall Street Journal, también respaldó la demanda de Epic, afirmando, entre otras cuestiones, que Apple ha otorgado acuerdos excepcionalmente favorables a algunos proveedores como Amazon, pero no a otros.
Después de la prohibición inicial, algunos usuarios intentaron subastar iPhones con Fortnite aún instalado con precios de decenas de miles de dólares. Cuando el juego se eliminó de la App Store, no sorprendió a muchos usuarios, ya que la mayoría de las personas lo esperaban desde el principio y parecía que muchos jugadores simplemente se "subieron a bordo por los memes", según Polygon. En septiembre de 2020, Epic Games, junto con otras trece empresas, lanzó la Coalición para la equidad de las aplicaciones (Coalition for App Fairness), que busca mejores condiciones para la inclusión de aplicaciones en las tiendas de aplicaciones.
El 8 de octubre de 2020, Microsoft anunció un compromiso con diez principios de equidad en el funcionamiento de su Microsoft Store en Windows 10, que incluía promesas de transparencia sobre sus directrices, no bloquear el uso de las tiendas de aplicaciones de la competencia en Windows y no eliminar aplicaciones de la tienda en función de su modelo de negocio, cómo manejan los pagos o cómo se entregan sus servicios.
En diciembre de 2020, Apple anunció que reduciría el recorte de ingresos que Apple toma para los desarrolladores de aplicaciones que ganan $1 millón o menos del 30% al 15% si los desarrolladores de aplicaciones completan una solicitud para el recorte de ingresos reducido.

## Epic Games v.Google
Los eventos y las acciones iniciales en la demanda de Epic contra Google se presentaron el mismo día que la demanda de Epic contra Apple, pero Google enfatizó que la situación legal en torno a su caso es muy diferente. Google afirmó que el sistema operativo Android no tiene la misma restricción de tiendas que el iOS de Apple y, por lo tanto, permite que diferentes fabricantes de teléfonos Android combinen diferentes tiendas y aplicaciones como deseen. Google dijo que están negociando con Epic Games de manera muy diferente a Apple en su caso.
Luego de una demanda presentada por 36 estados y el Distrito de Columbia por violaciones antimonopolio relacionadas con Play Store a principios de julio de 2021, Epic modificó su reclamo en la demanda de Google más tarde ese mes para reflejar la información que respalda el caso de los estados. Epic se centró específicamente en las acciones de Google cuando Epic comenzó a trabajar con Samsung para ofrecer Fortnite a través de su propia tienda, con evidencia de los estados que corroboraba el comportamiento anticompetitivo.
Google contrademandó a Epic en octubre de 2021, afirmando que al presentar una versión de Fortnite que no usaba los sistemas de pago de Google Play, Epic había violado su contrato con Google, y debido a que esta versión aún existe y se puede obtener en otros formatos fuera de Google Play, Epic "alternativamente se ha enriquecido injustamente a expensas de Google" y busca recuperar daños monetarios de esta versión.

## Acciones relacionadas

### Por Epic Games
En diciembre de 2020, Epic Games presentó quejas separadas contra Apple y Google en el Tribunal de Apelaciones de Competencia del Reino Unido relacionadas con el comportamiento anticompetitivo de las empresas tanto en el Reino Unido como en la Unión Europea, con cargos similares a los que Epic afirmó en sus casos de EE. UU. También han iniciado acciones legales en Australia, y la Unión Europea. El 22 de febrero de 2021, el Tribunal de Apelación de Competencia rechazó la demanda de Epic contra Apple en el Reino Unido, sin embargo, permitió que continuara su demanda contra Google. Más tarde, Epic Games emitió un comunicado en el que afirmaba que reconsiderarían presentar su demanda contra Apple en el Reino Unido luego de la resolución de la demanda de los EE. UU. y también declaró que estaban "complacidos" con la decisión del tribunal con respecto a su caso contra Google.
Epic también presentó cargos similares contra Apple en Australia. El 9 de abril de 2021, el juez Nye Perram ordenó una suspensión de 3 meses en la demanda de Epic contra Apple en Australia y afirmó que la suspensión se volvería permanente en caso de que Epic no presentara una demanda en los EE. UU. sino bajo la Ley del Consumidor de Australia dentro de ese plazo. Epic apeló el fallo del juez Perram, que se otorgó en un fallo en julio de 2021, lo que permitió que su caso en Australia siguiera adelante.

### Otros
En Estados Unidos, cuarenta estados presentaron una demanda contra Google en julio de 2021 argumentando que las prácticas de su tienda de aplicaciones, incluida su reducción de ingresos del 30 %, eran anticompetitivas, factores similares a los que buscaba Epic en su caso. Más tarde, en agosto de 2021, los senadores Richard Blumenthal, Marsha Blackburn y Amy Klobuchar presentaron el proyecto de ley "Ley de mercados abiertos de aplicaciones", que evitaría que las tiendas de aplicaciones obliguen a los desarrolladores a utilizar exclusivamente el sistema de pago de la tienda de aplicaciones.
En agosto de 2021, como parte de un acuerdo de Cameron v. Apple, una demanda colectiva similar presentada por desarrolladores de aplicaciones, Apple anunció que permitiría a los desarrolladores recopilar información dentro de las aplicaciones, como las direcciones de correo electrónico de los usuarios, para que los desarrolladores puedan informar a los clientes sobre formas de pago fuera de la App Store.
Corea del Sur aprobó una ley en agosto de 2021 que modificaba su Ley de Negocios de Telecomunicaciones que requería que las tiendas de aplicaciones como Apple y Google permitieran a los desarrolladores de aplicaciones usar sistemas de pago alternativos además de la tienda, además de dar al gobierno una mayor participación en las mediaciones sobre problemas de la tienda de aplicaciones en conflictos entre los operadores y los desarrolladores y usuarios. Esta fue la primera ley de este tipo aprobada a nivel nacional. Epic le pidió a Apple que permitiera Fortnite en la versión coreana de la tienda debido a esta política en septiembre de 2021, pero Apple rechazó esto porque la ley aún no había entrado en vigencia.
Coronavirus Reporter presentó una demanda colectiva contra Apple, que representa a los desarrolladores de aplicaciones gratuitas. A diferencia de Epic y Cameron, donde la Ley Sherman alega comisiones indebidas en aplicaciones pagas, este caso afirma que las aplicaciones gratuitas fueron mal pagadas por el monopsonio de Apple. La jueza de distrito Yvonne Gonzales-Rogers dictaminó que Coronavirus Reporter, sustancialmente diferente a los reclamos en Cameron, puede proceder por separado.